# Instituto Antártico Chileno
O Instituto Antártico Chileno (INACH) é um serviço público do Chile responsável por planificar, executar e controlar todas as atividades antárticas de caráter científico, tecnológico, logístico e ambiental, assim como pela administração de uma grande quantidade das bases antárticas no Território Antártico Chileno.  
Além disso, auxilia o Ministério das Relações Exteriores no cumprimento das obrigações assumidas pelo Chile na Tratado da Antártica, coordenando-as com o Programa Antártico Nacional. Também é responsável pela autorização das atividades científicas que outras instituições desejem realizar na Antártica.
O INACH foi criado mediante os artigos 5º e 6° da Lei N° 15.266, em 10 de setembro de 1963.